# Chance Comanche
Chance Comanche (Los Ángeles, California, 14 de abril de 1996) es un baloncestista estadounidense que se encuentra sin equipo. Con 2,08 metros de estatura, juega en la posición de pívot.

## Trayectoria deportiva

### Universidad
Jugó dos temporadas en los Wildcats de la Universidad de Arizona, en las que promedió 4,6 puntos y 2,8 rebotes por partido. Renunció a los dos años que le quedaban como universitario, contrató un agente y se presentó al Draft de la NBA, a pesar de que su madre se opuso a que diera ese paso, pidiéndole que regresara a la universidad.

### Profesional
Tras no ser elegido en el Draft de la NBA de 2017, tampoco recibió ninguna invitación para participar en las Ligas de Verano de la NBA, conformándose con jugar la Drew League, un torneo pro-am que se celebra en Los Ángeles. Tras hacer una prueba con los Memphis Hustle de la NBA G League, finalmente consiguió un puesto en el equipo.
En agosto de 2018 fichó por el KK Partizan serbio, pero no llega a debutar con el equipo. El 7 de enero de 2019, es adquirido por los Canton Charge.
En 2021, firma por los Enid Outlaws de la The Basketball League, y el 24 de junio de 2021, se marcha a Turquía y firma por el Yeni Mamak Spor de la Turkish Basketball First League.
El 3 de noviembre de 2022 fue incluido en la lista de la noche de apertura de los Stockton Kings.
El 9 de abril de 2023 firmó con los Portland Trail Blazers hasta final de temporada. Debuta en la NBA ese mismo día, anotando 7 puntos ante Golden State Warriors.
El 2 de octubre de 2023 firma con Sacramento Kings, pero es cortado diez días después, uniéndose de nuevo a los Stockton Kings el 9 de noviembre. El 15 de diciembre es cortado del equipo.

## Estadísticas de su carrera en la NBA

### Temporada regular
| Año     | Equipo   | PJ | PT | MPP  | %TC  | %3P | %TL  | RPP | APP | ROB | TPP | PPP |
| ------- | -------- | -- | -- | ---- | ---- | --- | ---- | --- | --- | --- | --- | --- |
| 2022-23 | Portland | 1  | 0  | 21.0 | .600 | —   | .250 | 3.0 | .0  | .0  | 1.0 | 7.0 |
| Total   | Total    | 1  | 0  | 21.0 | .600 | —   | .250 | 3.0 | .0  | .0  | 1.0 | 7.0 |

## Vida personal
El 15 de diciembre de 2023 fue cortado por los Stockton Kings, tras ser detenido por el FBI como principal sospechoso de la desaparición de una mujer en Las Vegas.